# 皇嘉門
皇嘉門（こうかもん）は、平安京大内裏の外郭十二門のひとつである。右衛門府が警固を担当した。

## 概要
大内裏の南面、朱雀門の西、二条大路に面し、皇嘉門大路に向かう。大きさは5間、3戸、2閣であった。
延暦13年（794年）、宮城経営のとき若犬養氏(若犬甘氏)がこれを監したことがその名称の由来（わかいぬかひ → くゎうか）。当時は「若犬養門」といった。門内に雅楽寮の建物があったため「雅楽寮御門」とも呼ばれたが、のちには刑部省や弾正台の建物となっている。弘仁9年（818年）、額を改め、弘法大師の筆額を掲げた。